# ダヴィド・フョードロヴィチ
ダヴィド・フョードロヴィチ（ロシア語: Давид Фёдорович、? - 1321年）は歴代ヤロスラヴリ公のうちの1人である。在位：1299年 - 1321年。
ダヴィドはヤロスラヴリ公フョードル(ru)（スモレンスク公ロスチスラフの子）の子として生まれた。年代記には1321年に死亡したことのみが記されている。ダヴィドには2人の子がおり、ヴァシリー(ru)がヤロスラヴリ公国を継ぎ、ミハイルは分離継承してモロガ公国を領有した。